# Leptura abdominalis
Leptura abdominalis es una especie de escarabajo longicornio del género Leptura, categorizada en la tribu Lepturini, de la subfamilia Lepturinae. Fue descrita por Haldeman en 1847.

## Descripción
Mide 12-18 mm de longitud.

## Distribución
Se distribuye por Estados Unidos.